# 쉬즈융
쉬즈융(중국어 간체자: 许志永, 정체자: 許志永, 병음: Xǔ Zhìyǒng, 1973년 3월 2일 ~ )은 중화인민공화국의 인권 운동가이다. 베이징 우전 대학의 강사였던 그는 비정부 기구인 공맹(公盟)의 창립자 가운데 한 사람이자 중국에서 부패에 반대하는 캠페인을 벌이고 사회에서 소외된 사람들을 도왔던 적극적인 인권 변호사였다. 그는 중국에서 일어난 신공민운동의 주요 창립자이자 아이콘으로 여겨졌다. 2014년 1월에는 "공공 질서를 교란시키기 위해 군중을 모은 혐의"로 징역 4년형을 선고받았다. 2019년 12월에는 샤먼에서 열린 인권 운동가 및 변호사 회의에 참석한 혐의로 두 달간 숨어 있다가 2020년 2월 15일에 광저우에 다시 구금되었는데 이 회의에서 "중국의 민주적 전환"이 논의되었다. 2023년 4월 10일에는 국가 권력 전복 혐의로 징역 14년형을 선고받았다.

## 개인 생활
쉬즈융은 1973년 3월 2일에 허난성 상추시 민취안현에서 태어났다. 그는 언론인 추이정(崔筝)과 결혼했다. 두 사람의 딸은 2014년 1월 13일에 태어났는데 쉬즈융은 재판을 받고 구치소에 수감되어 있었다. 쉬즈융은 2019년 말부터 은신해 있다가 2020년 2월 15일에 중국 공안에 구금되었다. 2021년 3월에는 그의 동료였던 리차오추(李翘楚)가 쉬즈융과 다른 활동가가 구금 도중에 고문을 당했다는 증언을 트윗한 혐의로 체포된 것으로 알려졌다.

## 경력과 활동
쉬즈융은 1994년에 란저우 대학에서 법학 학사 학위를 받았고 2002년에는 베이징 대학에서 법학 박사 학위를 받았다. 그 뒤 베이징 우전 대학에서 강사로 근무했다.

### 공맹 시대
쉬즈융은 2003년에 베이징시 하이뎬구 인민대표대회 무소속 의원으로 당선되었으며 2006년에는 재선에서 승리했다. 2011년 선거에서는 쉬즈융이 후보자 명단에서 제외되었지만 여전히 지역구 유권자 22,000명 가운데 3,500표 이상을 득표했다.
쉬즈융은 열린 헌법 이니셔티브라고도 알려진 공익 단체인 공맹(公盟)을 설립하는 데 도움을 주었다. 쉬즈융은 다른 인권 운동가들과 달리 기존 법률에서 정치적 변화와 사회 정의에 대한 요구를 단호하고 신중하게 추진했으며 그가 속한 그룹은 비교적 신중하고 보수적인 것으로 간주되어 왔다. 그는 최근 체포되기 직전에 남긴 인터뷰에서 자신의 꿈을 다음과 같이 설명했다.
저는 우리 나라(중국)가 자유롭고 행복한 나라가 될 수 있기를 바랍니다. 모든 국민은 양심에 어긋나지 않고 미덕과 재능에 의해 자신의 자리를 찾을 수 있습니다. 인류의 선함이 최대한으로 확장되고 인류의 악함이 최소한으로 제한되는 단순하고 행복한 사회; 정직, 신뢰, 친절, 서로 돕는 일은 일상적인 삶에서 일어나는 일이며 분노와 불안이 많지 않고 모두의 얼굴에 순수한 미소가 있습니다. — 쉬즈융

쉬즈융이 재판 과정에서 남긴 최후 진술은 해외에 체류하던 중국의 반체제 인사들 사이에서도 회자되었다. 쉬즈융은 신공민운동의 목표를 다음과 같이 설명했다.
신공민운동이 표방하는 것은 모든 중국 국민이 시민으로서 행동하고 행동하며 우리 나라(중국)의 시민이자 주인으로서 우리의 역할을 받아들이고 봉건적 주체로서 안주하지 않고 군중 통치나 하층민으로서의 지위를 받아들이는 것입니다. 시민권과 함께 제공되는 권리를 진지하게 받아들이는 것은 세계 인권 선언과 중화인민공화국 헌법에 명시된 권리입니다. 이러한 신성한 권리, 즉 투표권, 언론과 종교의 자유를 영원한 약식 차용증 이상으로 취급하는 것입니다. - 쉬즈융 (2014년)

### 2009년 공맹 사건
쉬즈융은 2009년 7월 29일에 자택에서 탈세 혐의로 체포되어 중국 당국에 구금되었다. 동시에 쉬즈융의 동료였던 좡루도 당국에 체포되었다. 쉬즈융이 속해 있던 공맹은 2009년 7월 14일에 '세금 빼돌리기' 혐의로 146만 중국 위안(런민비)의 벌금을 부과받았고 당국에 의해 "불법 단체"라고 선언하여 해체되었다.
쉬즈융은 2009년 8월 23일에 보석으로 석방되었다. 오스트레일리아의 일간신문인 《디 에이지》는 쉬즈용과 좡루, 그리고 또다른 중국의 위구르족 출신 반체제 인사인 일함 토흐티의 석방이 부분적으로는 중국에 대한 버락 오바마 미국 대통령 행정부의 압력 때문이라고 보도했다.

### 공민 시대, 신공민운동, 2013년 체포
공맹이 해체된 이후에 쉬즈융과 그의 지지자들은 '공민'(公民)이라는 이름을 채택하여 대의를 이어갔다. 쉬즈융은 2012년 5월에 '신공민운동'(新公民運動)과 '신공민 정신'을 공식적으로 활동의 상위 개념으로 확립했다.
쉬즈융은 2013년에 3개월 넘게 가택 연금에 처했다가 같은 해 8월 22일에 정식으로 체포되었다. 그의 재판은 2014년 1월 22일에 시작되었다. 쉬즈융과 그의 변호사인 장칭팡은 기본적인 법적 절차 위반에 항의하기 위해 최후 진술을 제외하고는 재판 내내 침묵을 지켰다. 판사는 쉬즈융의 최후 진술을 짧게 인용했지만 이 글은 인터넷에 유포되어 엄청난 지지를 얻었다. 쉬즈융은 1월 26일에 베이징시 제1중급인민법원으로부터 "공공 질서를 교란시키기 위해 군중을 모은 혐의"로 징역 4년형을 선고받았다. 날짜가 예상되었던 평결에 앞서 장 변호사는 이 사건에 대해 재판 전에도 결정되었다고 말할 수 있다고 설명했다. 쉬즈융은 2017년에 석방되었다.

### 2020년 체포
쉬즈융과 다른 인권 운동가들은 2019년 12월 13일에 샤먼에서 열린 "중국의 민주적 전환을 논의하기 위한 회의"에 참석한 혐의로 중국 공안의 수배 대상에 올랐다. 쉬즈융은 2020년 2월에 은신 도중에 소셜 미디어에 올린 글을 통해 시진핑 중국 국가주석에게 중국에서 일어난 코로나19 범유행을 감당할 수 없다는 명백한 이유로 공개적으로 사임을 요청했다. 2명의 동료 활동가들은 쉬즈융이 2020년 2월 15일 광저우에서 체포되었다고 전했다.
2021년 11월에는 쉬즈융의 변호사인 량샤오쥔이 온라인 공간을 통해 파룬궁을 공개적으로 지지하고 중화인민공화국 헌법 및 법률을 '모독'했다는 이유로 당국에 의해 면허가 취소되었다는 통지서를 받았다. 량샤오쥔은 하루 전 쉬즈융과 화상 채팅을 통해 대화를 나눴는데 쉬즈융은 자신의 반체제 유죄 판결에 흔들리지 않고 건강하다고 밝혔다.
쉬즈융은 2022년 3월 18일에 유럽 연합-중국 정상회의를 앞두고 유럽 연합 집행위원장과 유럽 이사회 의장에게 보낸 공동 NGO 서한에서 석방을 촉구한 인권 옹호자 명단에 이름을 올렸다. 2022년 6월 13일에는 산둥성 린이시 중급인민법원이 6월 17일로 예정된 재판 전 회의에 대한 통지를 발표했다. 변호사와 인권 단체는 6월 17일에 쉬즈융이 6월 22일에 '국가 권력 전복' 혐의로 재판을 받게 될 것이라고 밝혔다. 쉬즈융은 2021년 8월에 그 혐의로 기소되었으며 그 이후로 그에 대한 정보는 없었다.
쉬즈융은 2023년 4월 10일에 비공개 재판을 거쳐 징역 14년형을 선고받았고 동료 인권 변호사였던 딩자시는 같은 혐의로 징역 12년형을 선고받았다. 폴커 튀르크 유엔 인권최고대표는 성명을 내고 "중국의 유명한 인권 옹호자인 딩자시와 쉬즈융이 국제 인권법 기준과 달리 중국 법원에서 장기 징역형을 선고받은 것에 대해 매우 우려한다."고 말했다. 딩자시와 쉬즈융의 유죄 판결은 2023년 11월에 유지되었다.
2024년에는 미국 의회-행정부 중국 위원회 공동위원장을 맡았던 크리스 스미스 하원 의원, 제프 머클리 상원 의원이 쉬즈융과 딩자시, 일함 토흐티, 지미 라이 4명에 대해 "중국의 인권과 평화에 대한 헌신한 공로"를 인정하여 노벨 평화상 후보로 추천했다.